# Roupie de l'Afrique orientale allemande
Pour les articles homonymes, voir Roupie.
La roupie de l'Afrique orientale allemande (en allemand : Deutsch-Ostafrikanische Rupie, D.O.R.) est l'ancienne monnaie officielle de l'Afrique orientale allemande (Deutsch-Ostafrika, D.O.A.) de 1890 à 1918.
Elle était divisée en 64 paisa (pysa ou pice) jusqu'en 1904, puis en 100 hellers.
L'Afrique orientale allemande est administrée dans un premier temps par la Compagnie de l'Afrique orientale allemande qui a le pouvoir d'émettre de la monnaie. Auparavant, circulaient sur ces territoires et à concurrence, des monnaies étrangères en argent comme le thaler de Marie-Thérèse ou des roupies indiennes et de Zanzibar. 
En 1904, est fondée à Berlin la Ostafrikanische Bank qui réforme la roupie ; le taux de change est fixé à 20 reichsmarks pour 15 roupies. 
Au cours de la Première Guerre mondiale, durant la Campagne d'Afrique de l'Est, l'Afrique orientale allemande se disloque, disputée entre l'Empire britannique et la Belgique. En 1916, le Ruanda-Urundi (futurs Burundi et  Rwanda) adoptent le franc congolais. En 1920, le florin est-africain s'impose définitivement sur les restes du territoire, excepté pour Zanzibar qui conserve sa propre monnaie jusqu'en 1936.

## Pièces de monnaie

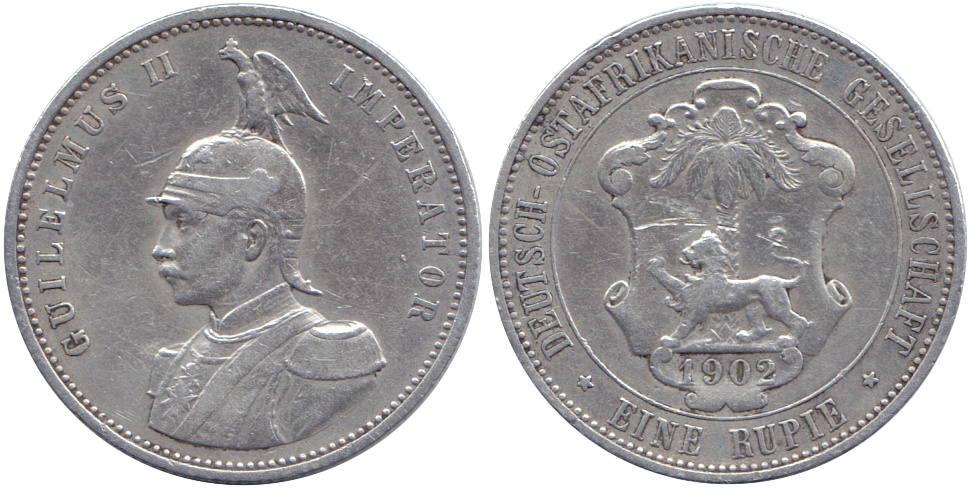
Pièce de 1 roupie 1902 (argent, type 1890, avers et revers).

Entre 1890 et 1891, sont frappées des pièces de 1 paisa en bronze et de 1/4, 1/2, 1 et 2 roupies en argent, calquées sur la roupie indienne en termes de poids.
En 1904, la décimalisation entraine la frappe de pièces en bronze de 1/2 et 1 heller, suivie en 1908 par celles de 5 (en bronze) et 10 hellers (en cupronickel), et la conception de nouveaux types monétaires pour l'ensemble. En 1913, la pièce de 5 hellers est émise en bronze.
En 1916, du fait de la guerre, une émission d'urgence est établie à Tabora, atelier qui produit une pièce de 5 hellers en cuivre et une de 20 hellers en bronze. Une pièce en or de 15 roupies dite « à l'éléphant », est alors émise, en 1916, titrant 750 millièmes (14 carats). 

## Billets de banque

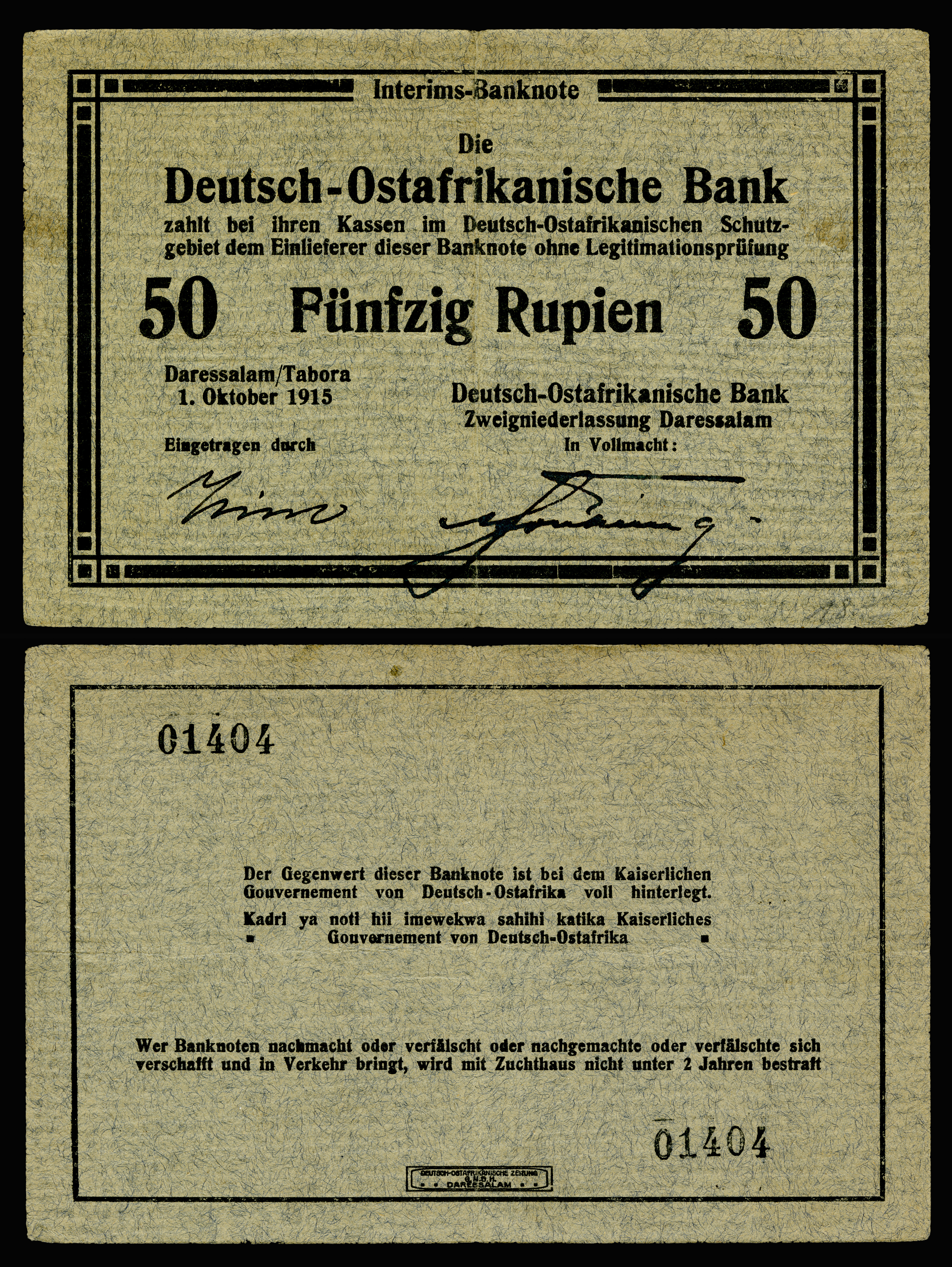
Billet de 50 roupies sur papier vert, 1915 (recto et verso).

En 1905, la Deutsch-Ostafrikanische Bank via l'imprimeur Giesecke+Devrient fait fabriquer des coupures de 5, 10, 50 et 100 roupies ; en 1912, est émis un billet d'une valeur de 500 roupies. Durant la guerre, des émissions d'urgence, soit près de 9 millions d'unités en tout, sont produites pour des valeurs de 1, 5, 10, 20, 50, 100 et 200 roupies, grâce à l'imprimeur du journal Deutsch-Ostafrikanische Zeitung situé à Dar es Salam.